# Гомельский государственный политехнический колледж
УО «Гомельский государственный политехнический колледж» образовано в 1946
году. В своей структуре имеет два учебных корпуса, учебно-производственные мастерские, 34 учебных кабинета, 12 учебных лабораторий, 6 компьютерных классов, учебно-вычислительный центр, 2 спортивных зала, библиотеку, актовый зал, медицинский пункт, общежитие на 370 мест, расположенное по адресу: г. Гомель, ул. Киселева, д.4 (возле железнодорожного вокзала).
По состоянию на 01.09.2011 в колледже обучается 1660 учащихся, в том числе 515 (31 %) на заочной форме обучения. Из 1660 учащихся 864 (52 %) обучаются на платной основе. Нынешним[когда?] ректором является Савицкий А. А.

## Адрес колледжа
246050, Республика Беларусь г. Гомель, ул. Билецкого, 6

## История колледжа
Создан по решению Совета Министров БССР 24 мая 1946 года. Первоначально носил название «лесотехнический техникум».
В 1958 году был реорганизован в техникум механической обработки древесины, а в 1960 году с 4 июля приказом № 383 Министерства высшего, среднего специального и профессионального образования был переименован в Гомельский государственный политехнический техникум. С 2007 года носит название Гомельский государственный политехнический колледж.

## Область деятельности
В колледже ведется подготовка высококвалифицированных специалистов по следующим специальностям:
- «Технология деревообрабатывающих производств»
- «Машины и оборудование деревообрабатывающей промышленности»
- «Лесное хозяйство»
- «Машины и оборудование лесного хозяйства и лесной промышленности»
- «Монтаж и эксплуатация электрооборудования»
- «Финансы»
- «Оборудование и технология электроизоляционного и кабельного производства»
- «Маркетинг»
- «Экономика»
- «Технология лесопромышленных производств»

Учебный процесс обеспечивают 96 штатных преподавателей.

## Структура колледжа
В состав колледжа входят 6 структурных подразделений:
- лесозаготовительное
- механическое
- технологическое
- электротехническое
- экономическое
- финансовове
- заочное;

Учебный процесс в колледже обеспечивает 12 цикловых комиссий.
В колледже функционируют:
- совет техникума,
- профсоюзный комитет сотрудников,
- профсоюзный комитет учащихся,
- комитет Белорусского республиканского союза молодежи,
- Совет ветеранов.